# کرژمیونی
کرژمیونی (لهستانی:  Krzemionki Opatowskie) نام مجموعه‌ای از معادن سنگ آتشزنه دوران عصر برنز است که در هشت کیلومتری شمال شرقی شهر اوستروویتس شوینتوکژسکی در لهستان قرار دارد.